# پرچم کویت
پرچم کویت برای اولین بار در ۱۹۶۱ به رسمیت شناخته شد. به عنوان پرچم غیرنظامی و پرچم استان و نشان ملی شناخته می‌شود و همچنین دارای تناسب ۱:۲ می‌باشد. این پرچم از چهار رنگ قرمز، سفید، سبز و مشکی تشکیل شده است.

## نگارخانه

## تاریخچه

### پرچم‌های دیگر

1899-1909
1909-1915
1915-1956
1956-1961
1961 - present